# 棲管
棲管（Burrows）是動物所挖的一種可居住的巢穴。有些動物在挖巢穴時，身體會有黏液或其他分泌物產生，與四週的泥沙或石礫混合，構築成為棲管，有助防止棲管坍塌和防止滲漏。又有部分物種在建立棲管時，其胎殼亦附着在其外表上，這些棲管亦叫作殼管:247。
棲管一般形成於居所的底質，可以是泥沙又或岩石。環節動物門的多毛綱物種很多都會分泌製造出含碳酸鈣的黏液，混合四週的泥沙形成石灰質的硬質棲管，例如：龍介蟲科及羽毛管蟲科的物種。刺胞動物中的鈍膠珊瑚亞綱物種也會建立棲管。一些海膽和雙殼綱的物種甚至可以鑽進岩石內建立棲管。對於這些生活於其棲管中的動物，我們一般稱之為管棲性動物。

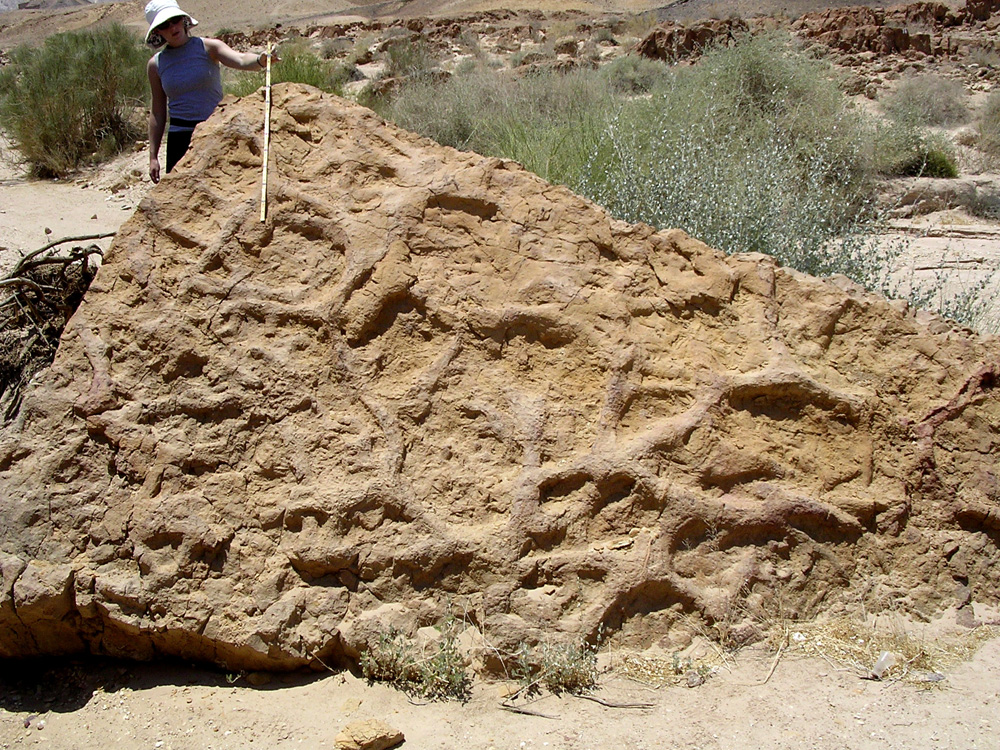
位於以色列南部的侏羅紀石灰岩內殘留的甲殻類生物棲管的遗迹化石。

棲管也是一種重要的遗迹化石（亦作生痕化石或原遺跡化石）。舉例說：底栖动物螠蟲亞綱的物種很難被化石化，其現存最早的化石紀錄只去到上石炭世；但牠們生活的棲管卻在沉積層中被保留下來。在寒武紀的沉積層有發現U形的棲管化石，這些棲管化石很可能是由螠蟲留下的，成為了牠們在那個年代存在的遺跡化石。